# Imperator torosus
Imperator torosus (Elias Magnus Fries, sin. Boletus torosus (Elias Magnus Fries, 1835 ex Boris Assyov, Jean-Michel Bellanger, Paul Bertéa, Régis Courtecuisse et al., 2015), din încrengătura Basidiomycota în familia Boletaceae și de genul Imperator, este o specie de ciuperci parțial otrăvitoare, destul de rară. Acest burete coabitează, fiind un simbiont micoriza (formând micorize pe rădăcinile de arbori). O denumire populară nu este cunoscută. După ce se pare că este relativ comună în Ungaria, ea trăiește cu mare probabilitate  de asemenea în România, Basarabia și Bucovina de Nord. Se dezvoltă de la câmpie la deal în locuri mai călduroase pe sol calcaros, crescând solitar sau în grupuri mici prin pădurile de foioase și mixte sub stejari și fagi. Timpul apariției este din (iunie) iulie până în septembrie (octombrie).

## Taxonomie

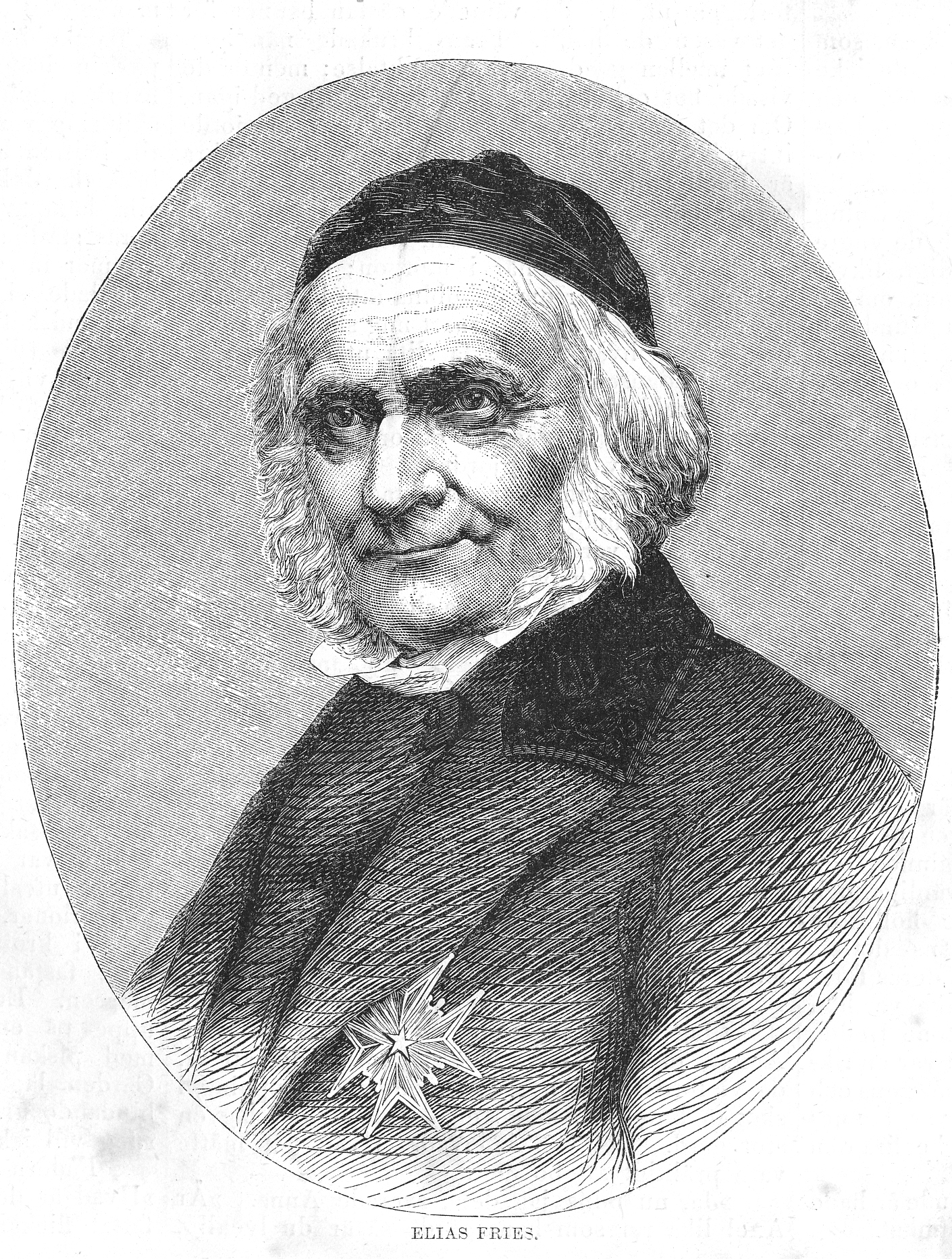
Elias Fries

Numele binomial a fost determinat de renumitul savant suedez Elias Magnus Fries în cartea Boleti, Fungorum generis, illustratio din 1835, scrisă împreună cu elevul său Carl Theodor Hök, o denumire folosită și în prezent în cele mai multe cărți și articole micologice.
Dar, din 2015, specia trebuie să asculte de numele Imperator torosus, creat de micologii francezi Boris Assyov, Jean-Michel Bellanger, Paul Bertéa, Régis Courtecuisse, Gerhard Koller, Michael Loizides, Guilhermina Marques, José Antonio Muñoz, Nicolò Oppicelli, Davide Puddu, Franck Richard și Pierre-Arthur Moreau, după ce au constatat prin analize ADN că specia nu este astfel de apropiată cu Boletus edulis. Este numele curent valabil (2021).
Toate celelalte încercări de redenumire precum variațiile descrise sunt acceptate sinonim.
Epitetul specific este derivat din cuvântul latin (latină torosus=cărnos, musculos), datorită aspectului general.

## Descriere

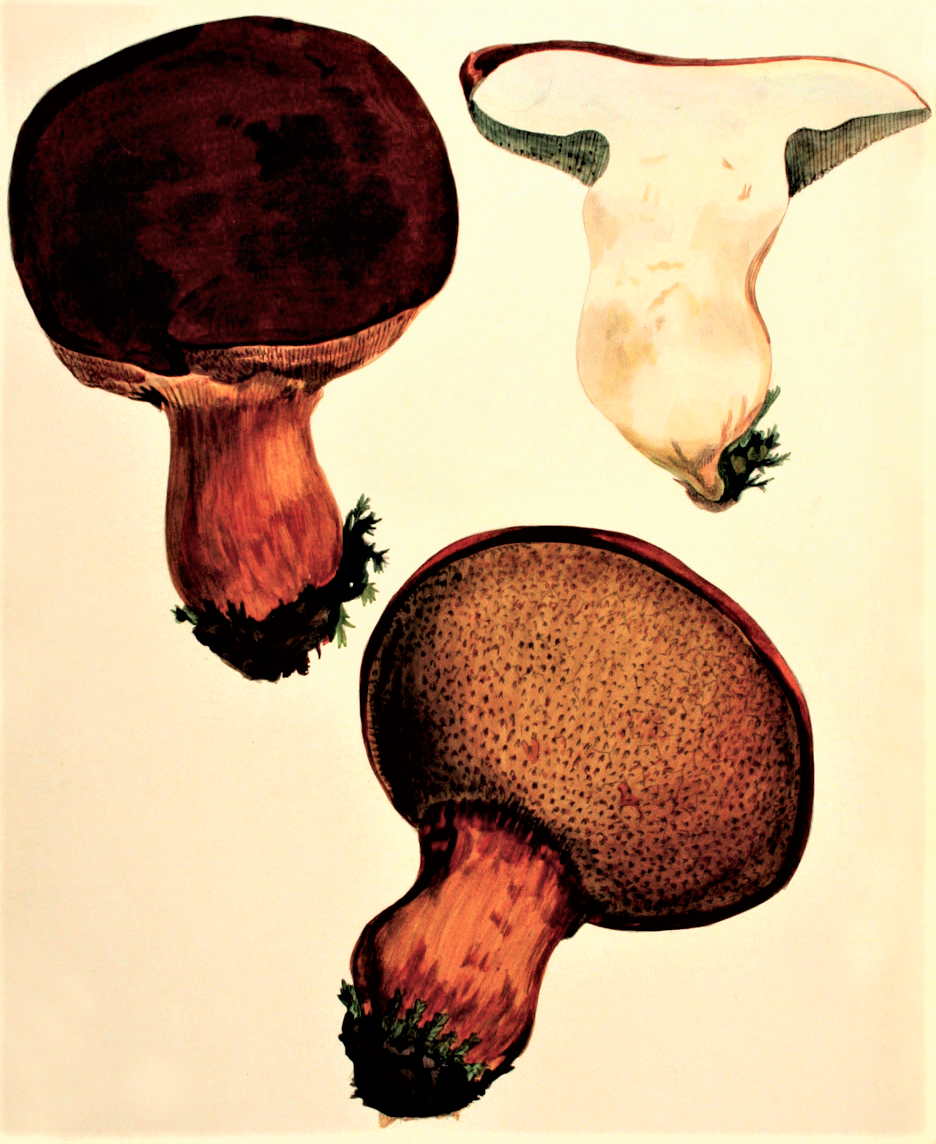
Jan Kops: Boletus torosus

- Pălăria: are un diametru de 10-25 cm, este largă, compactă și cărnoasă. La început emisferică cu marginea răsfrântă în jos, este la maturitate boltită, întinzându-se la bătrânețe în formă de pernă, dar nu se aplatizează niciodată complet. Cuticula care se poate decoji numai foarte greu este niciodată lipicioasă, mătăsoasă până fin pufoasă, devenind în vârstă golașă. Coloritul poate varia foarte mult. La început este de obicei auriu până galben-ocru cu o tentă verzuie, schimbând la maturitate în verde-măsliniu cu pete roșiatice și, cauzat de influențe externe, nuanțat albastru-negricios. Astfel prezintă adesea un aspect multicolor.
- Tuburile și porii: sporiferele sunt subiții, destul de lungi, aderate la picior, fiind galbene cu nuanțe din ce în ce mai puternic măslinii care se decolorează după o leziune albastru-negricios. Fundul lor este mereu gălbui. Porii foarte mici au un colorit galben-auriu pentru o lungă perioadă de timp. Ulterior capătă mai întâi o tentă portocalie, devenind după câtva timp roșu-portocalii. La bătrânețe, culoarea vie se pierde și este înlocuită de un galben-măsliniu. La atingere se decolorează puternic albastru închis.
- Piciorul: cu o lungime de 7-15 cm și o grosime de 2- 5 (6) cm este plin, compact, tare, bulbos, spre bază puternic îngroșat. Coaja galbenă de lămâie este acoperită de o plasă fină roșiatică care devine mai groasă și accentuată spre jos, decolorându-se și ea albastru-negricios la apăsare. Odată cu bătrânețea se decolorează complet brun-roșiatic. Miceliul bazal este palid gălbui.
- Carnea: compactă, fermă, și foarte grea este galbenă, spre bază cu nuanțe roșiatice, decolorându-se după tăiere repede puternic albastru-verzui spre albastru-negricios. După câteva ore, culoarea se va estompa și apoi va deveni roșiatică. Pe fundul tuburilor rămâne gălbuie. Mirosul este imperceptibil și gustul blând.[4][5]
- Caracteristici microscopice: Sporii sunt netezi, fusiformi, amilozi (ce înseamnă colorabilitatea structurilor tisulare folosind reactivi de iod), galben-măslinii și au o  mărime de 11-15 x 5-6 microni. Pulberea lor este brun-măslinie. Basidiile (celulele purtătoare de spori) clavate, cu patru sterigme fiecare și măsoară 35-50 x 9-12 microni. Cistidele (elemente sterile situate în stratul himenal sau printre celulele din pielița pălăriei și a piciorului, probabil cu rol de excreție) cu o dimensiune de 40-60 x 7-12 microni, sunt bulboase până îngust fusiforme. Pileocistidele (elemente sterile de pe suprafața pălăriei) de 3-6 µm grosime sunt format din hife cilindrice până ușor ascuțite, ale căror capete stau inițial vertical, dar în curând întinse.[4][9]
- Reacții chimice: nu sunt cunoscute.[4][5]

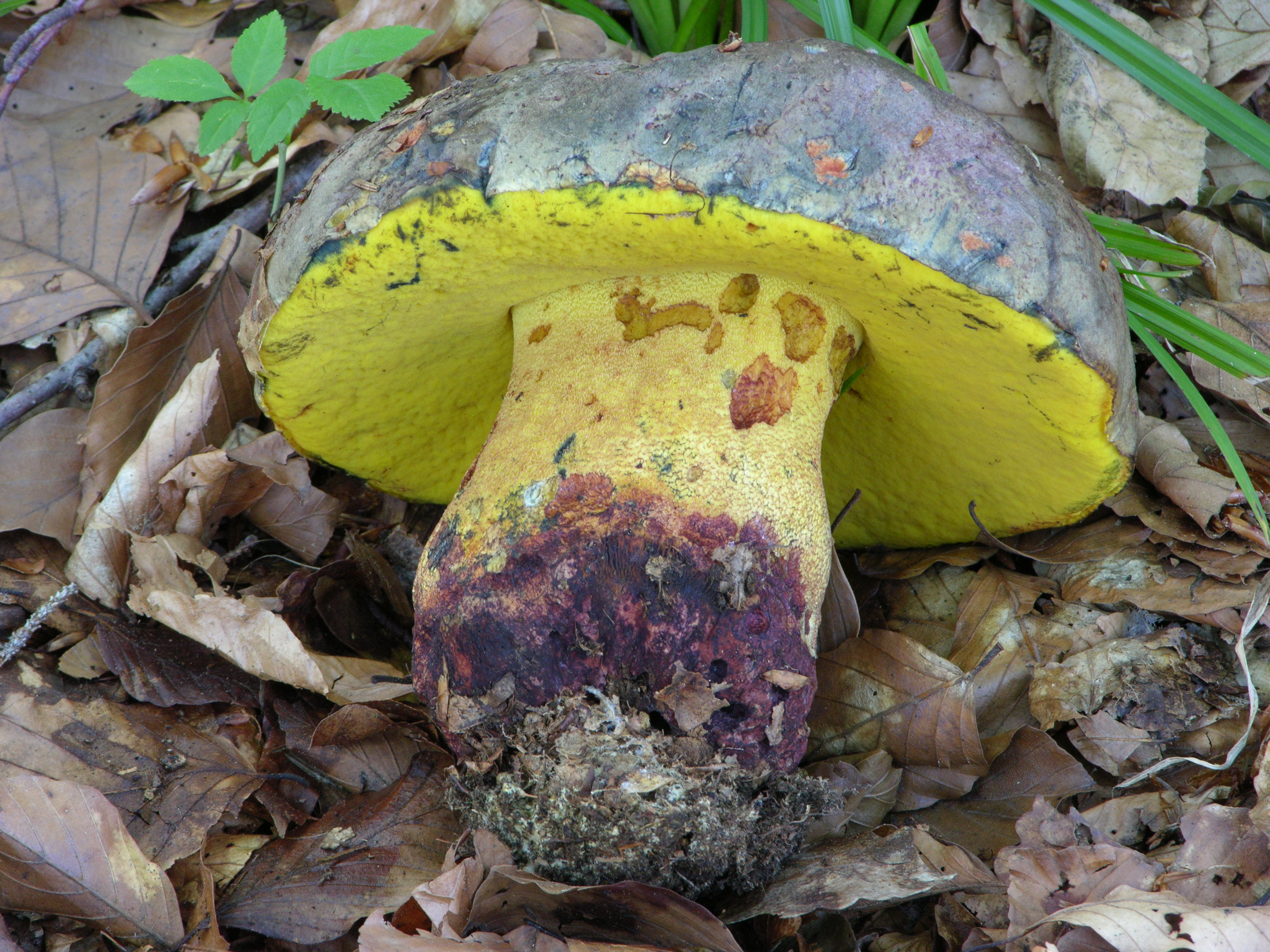
I. torosus, pori și picior
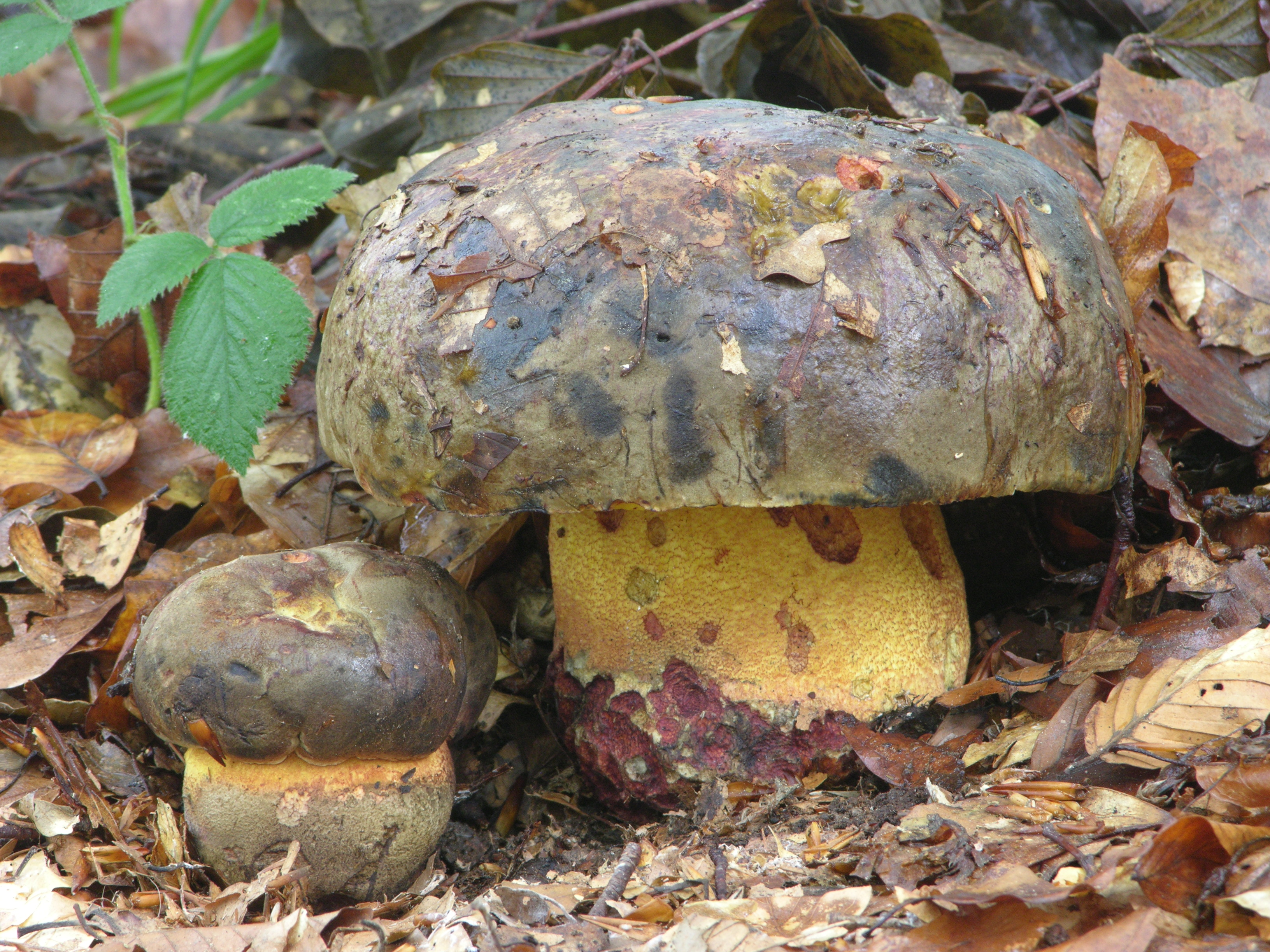
I. torosus, tânăr și matur
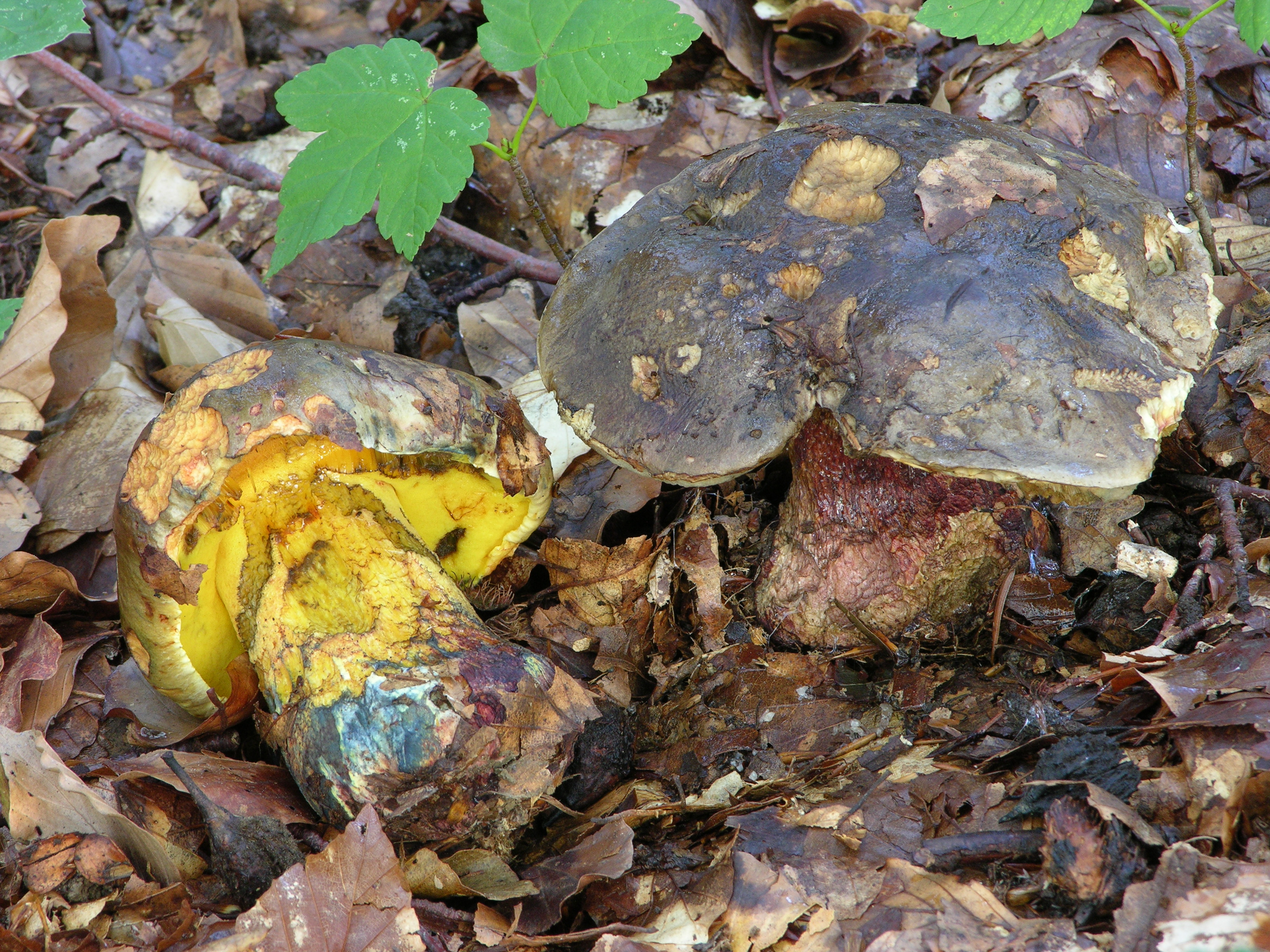
I. torosus bătrâni

## Confuzii
Specia poate fi confundată cu mai multe alte specii din familia Boletaceae cum sunt Boletus aestivalis, Boletus appendiculatus, Boletus calopus (necomestibil, amar), Boletus junquilleus (gustos, mai deschis gălbui, spori gălbui), Boletus impolitus sin. Hemileccinum impolitum (comestibil), Boletus luridus (crud neprielnic, preparat foarte gustos, pori roșiatici), Boletus permagnificus, Boletus pulverulentus (de calitate mediocră, porii tind spre roșu), Boletus radicans (necomestibil, amar, picior fără roșu, crește numai în păduri foioase), Boletus regius (comestibil), Boletus speciosus (comestibil), Boletus splendidus ssp. moseri Rubroboletus dupainii (comestibil, pori roșii), Rubroboletus legaliae sin. Boletus legaliae, Boletus satanoides (suspect, crud mereu foarte toxic), Rubroboletus lupinus (otrăvitor) sau Rubroboletus rhodoxanthus (crud foarte toxic, bine fiert probabil comestibil, de calitate mediocră, ușor de confundat cu buretele dracului, comestibilitatea fiind discutată, de aceea indicat aici necomestibil).

## Specii asemănătoare

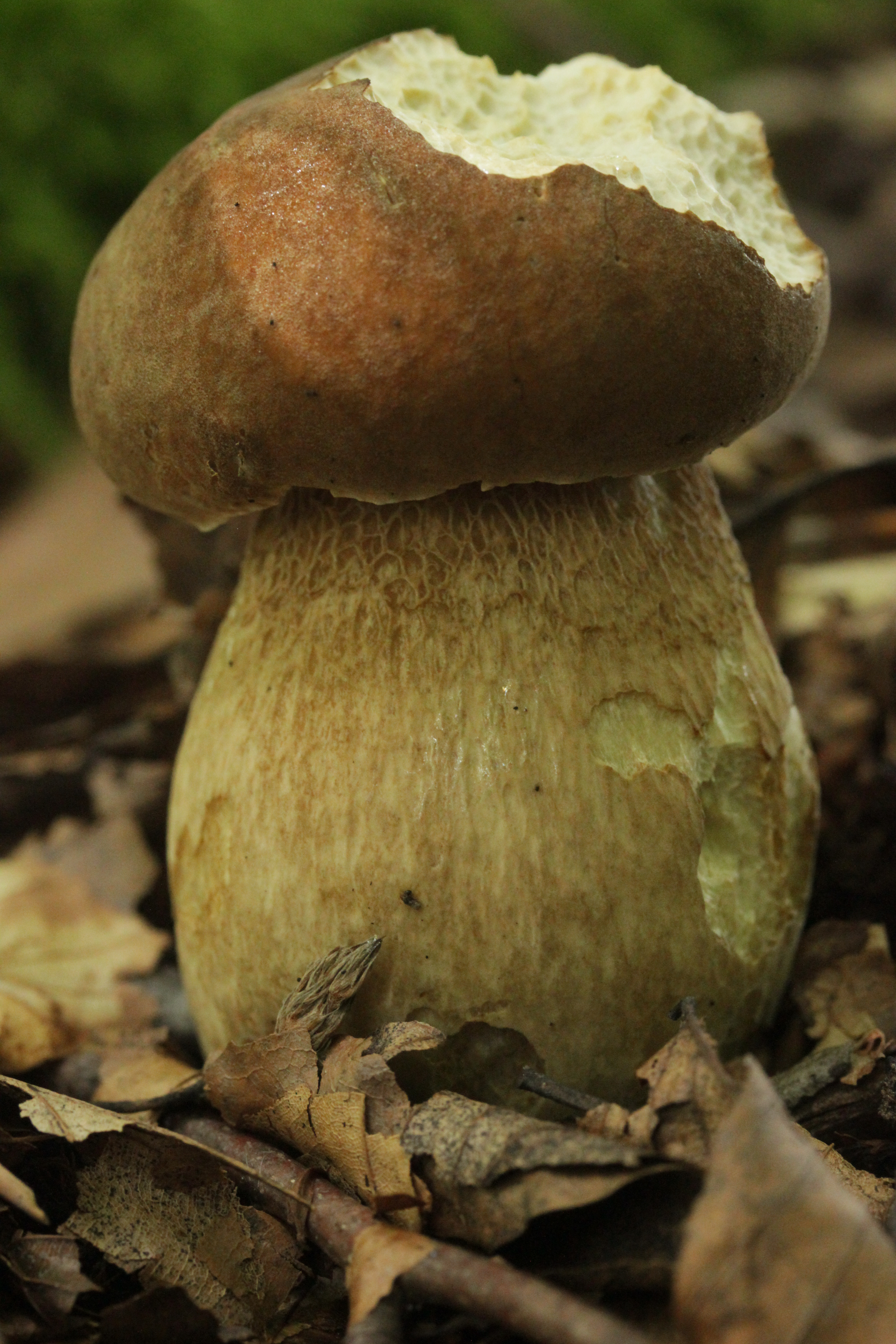
Boletus aestivalis
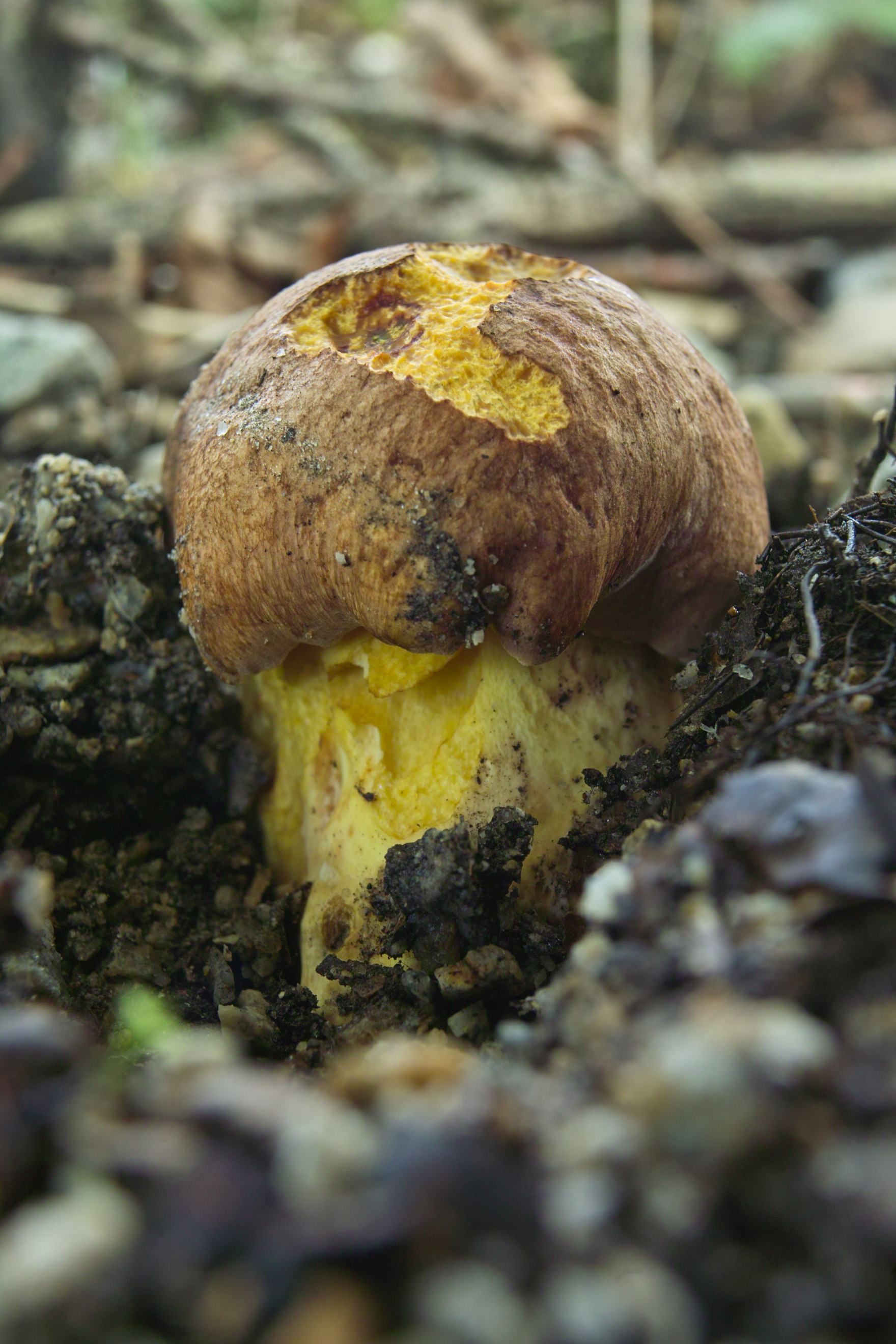
Boletus appendiculatus
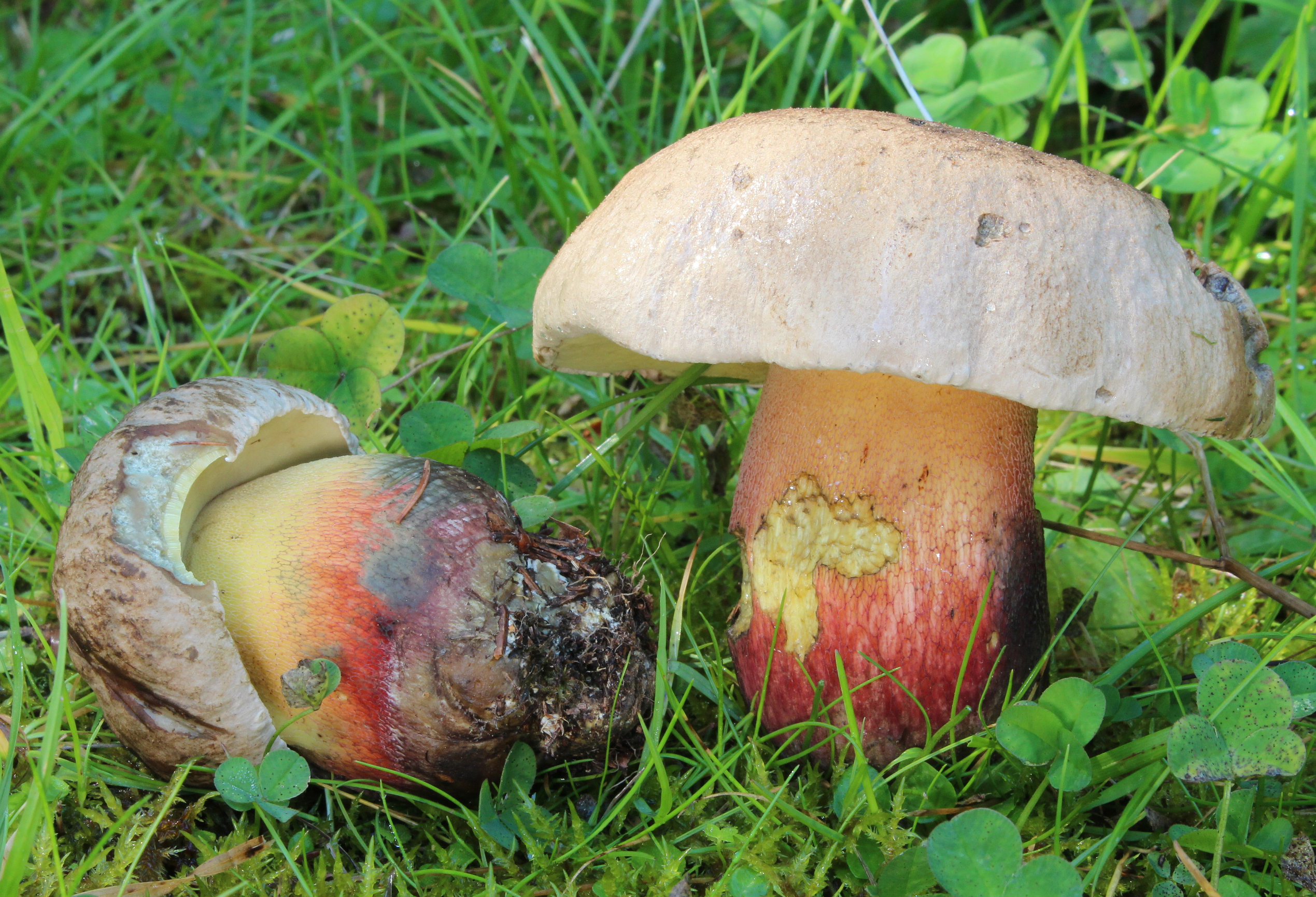
Caloboletus calopus
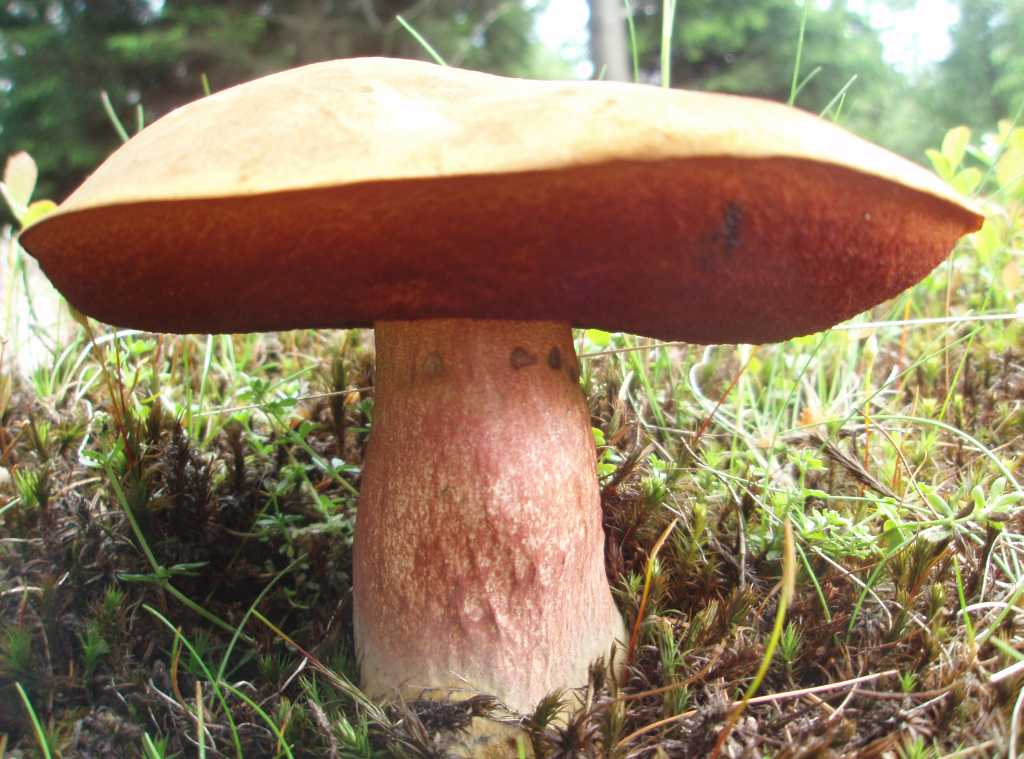
Boletus erythropus
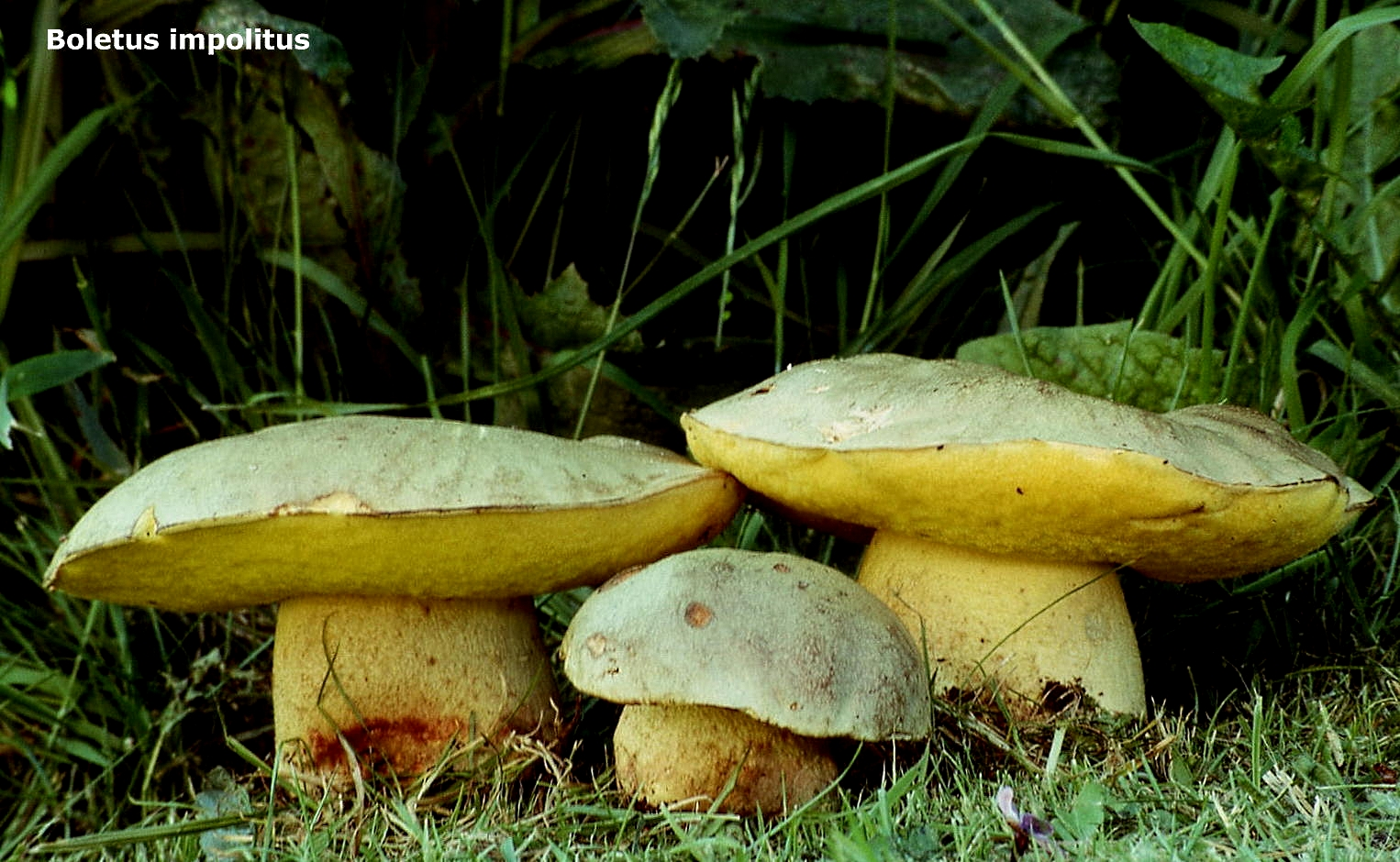
Boletus impolitus
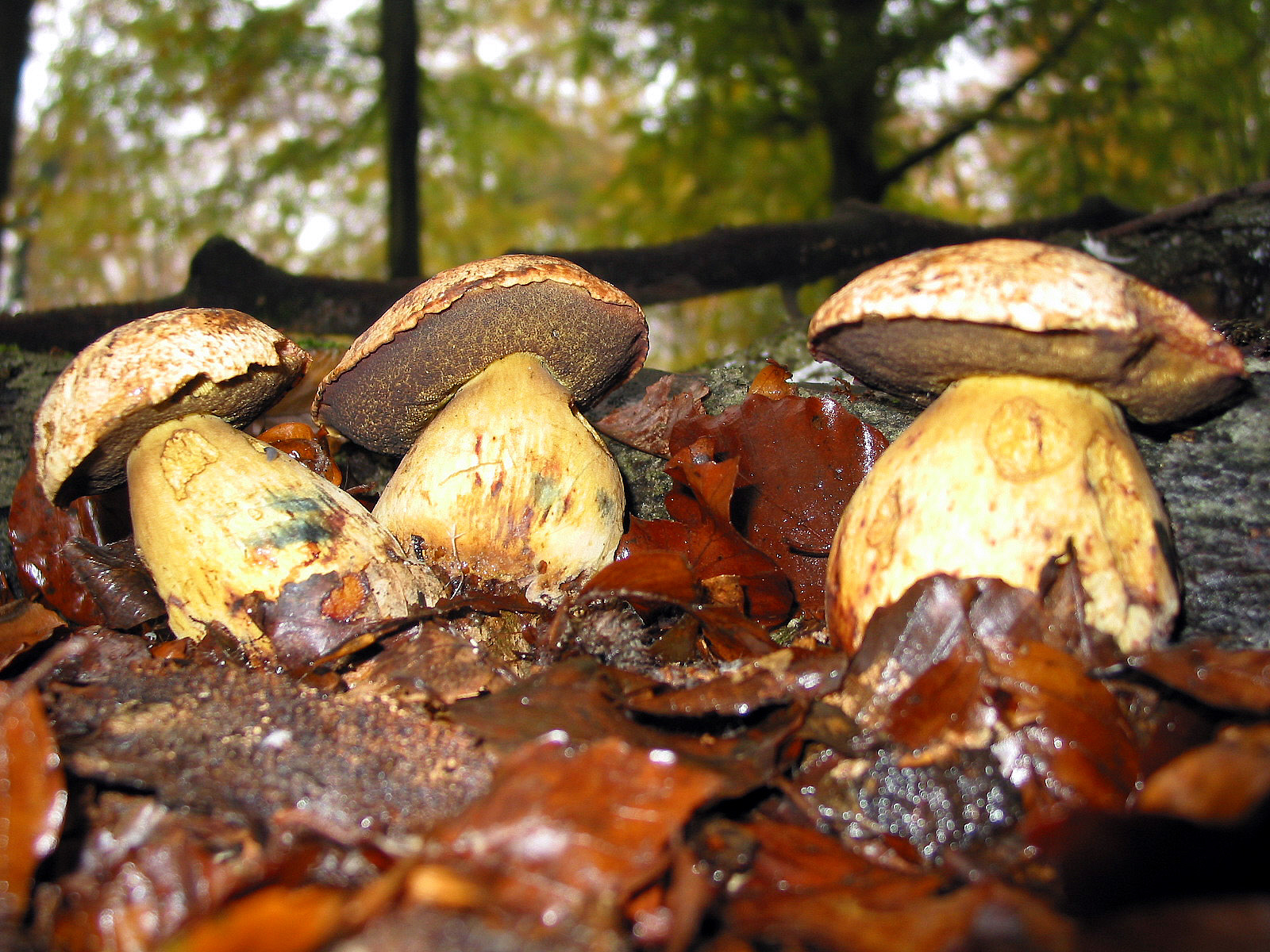
Boletus junquilleus

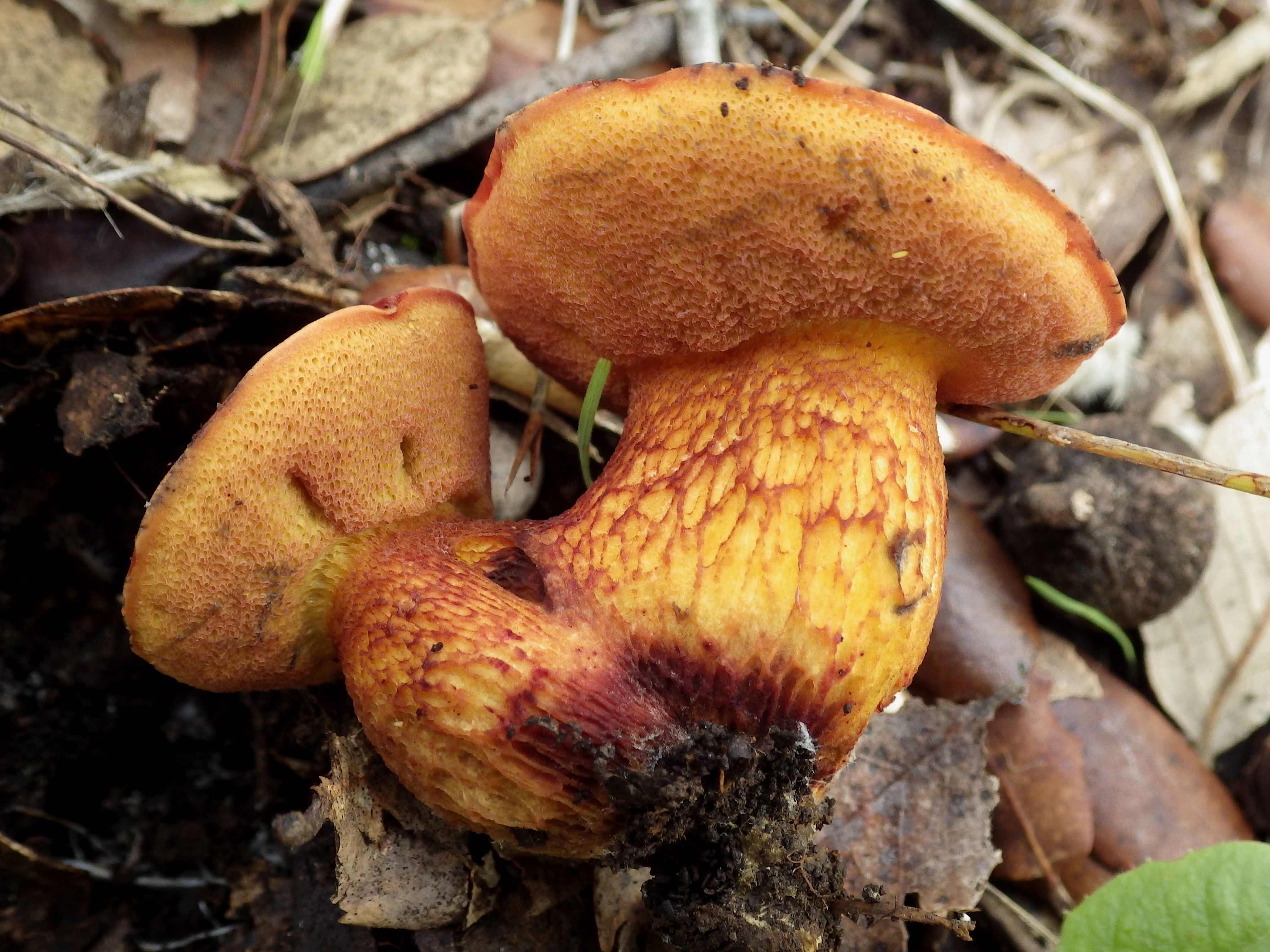
Boletus permagnificus
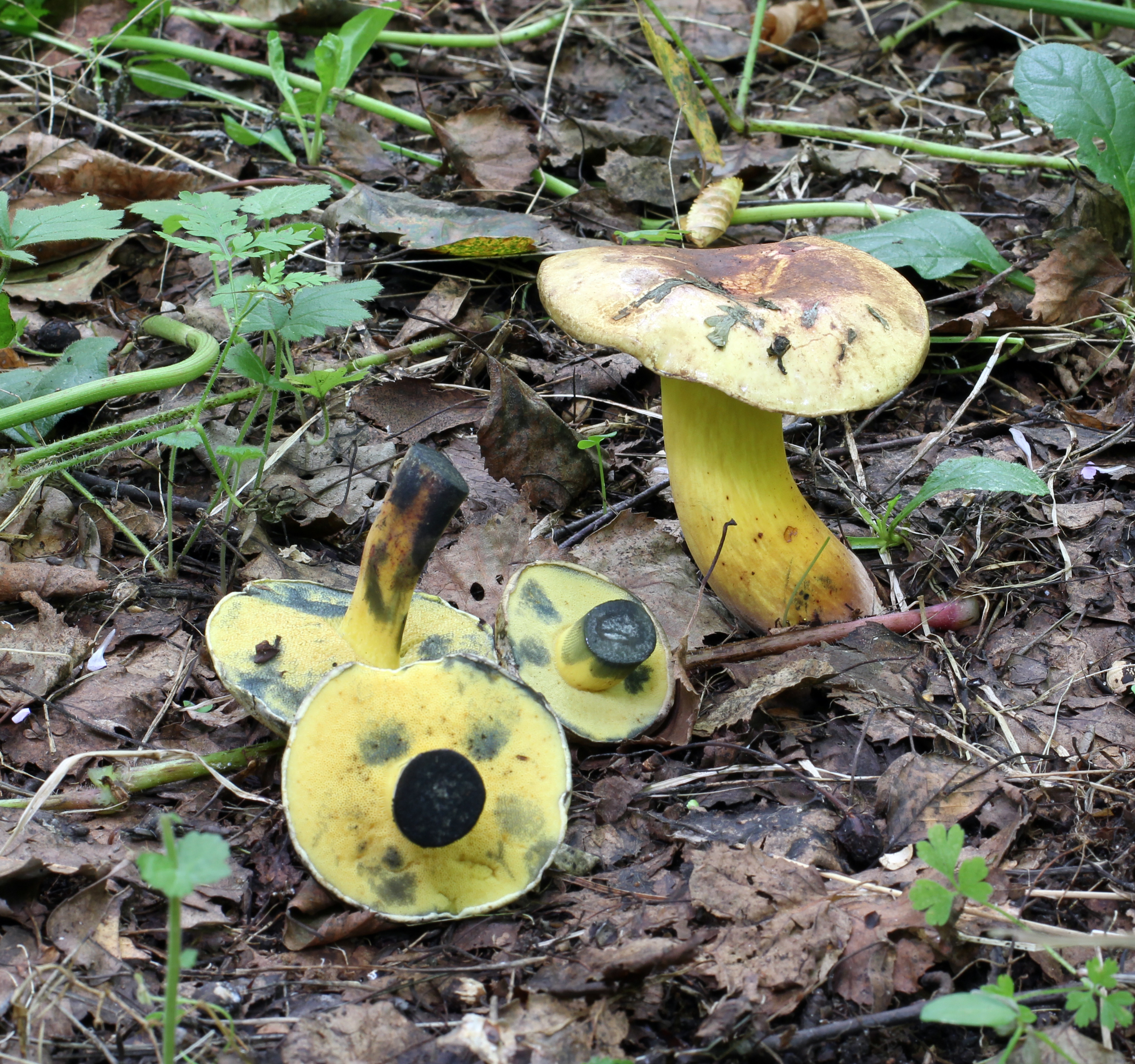
Boletus pulverulentus
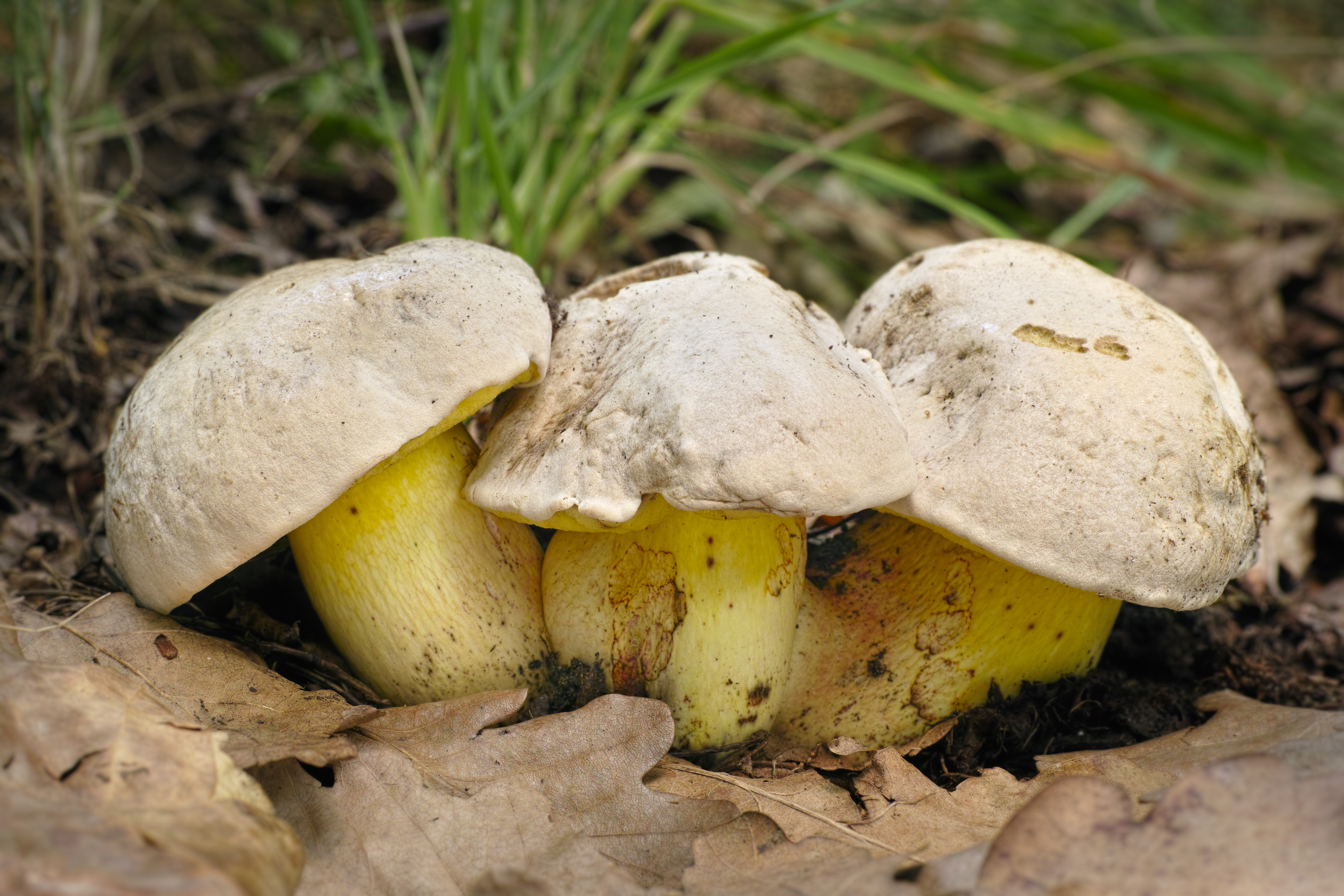
!Boletus radicans!
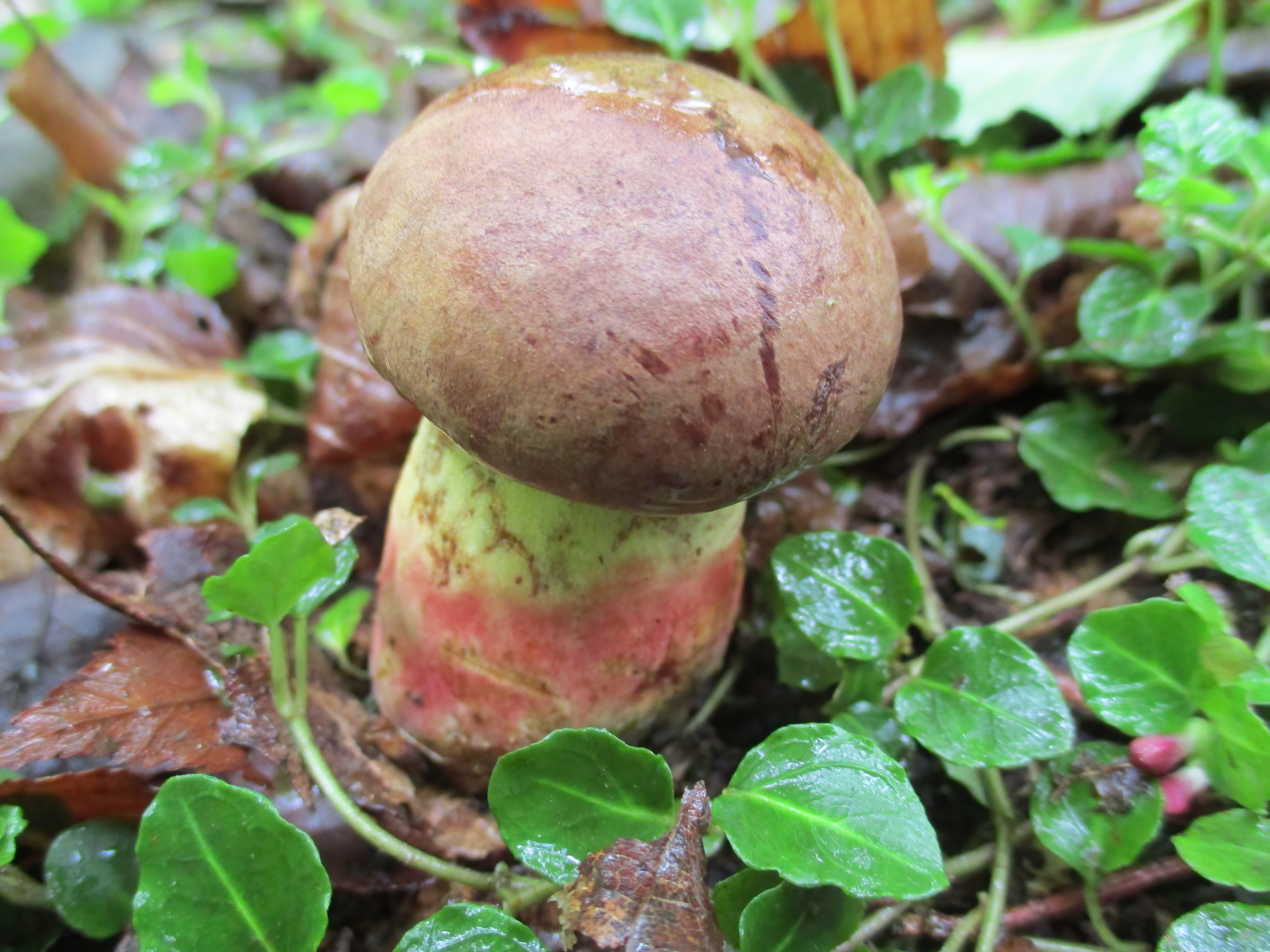
Boletus speciosus

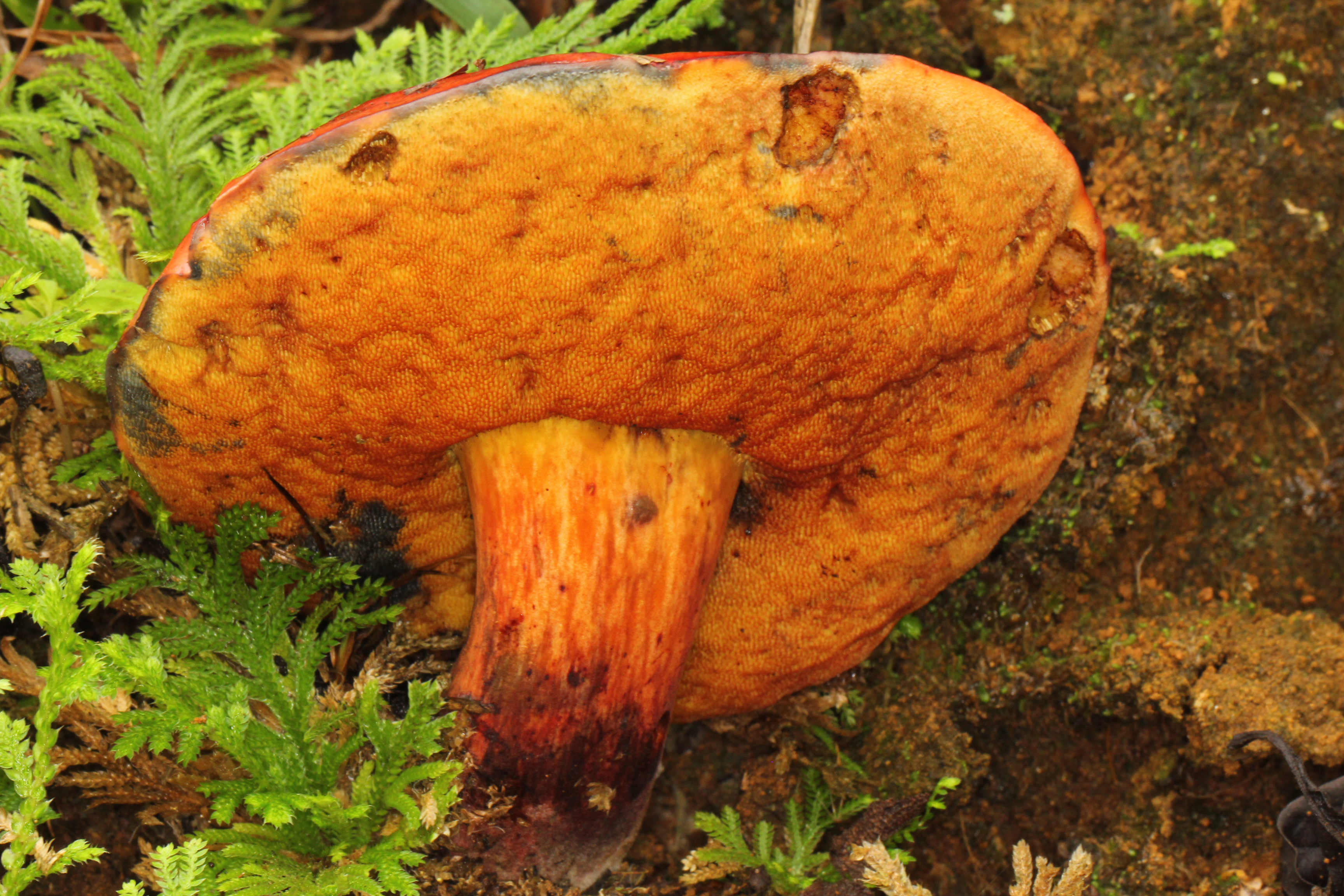
Rubroboletus dupainii
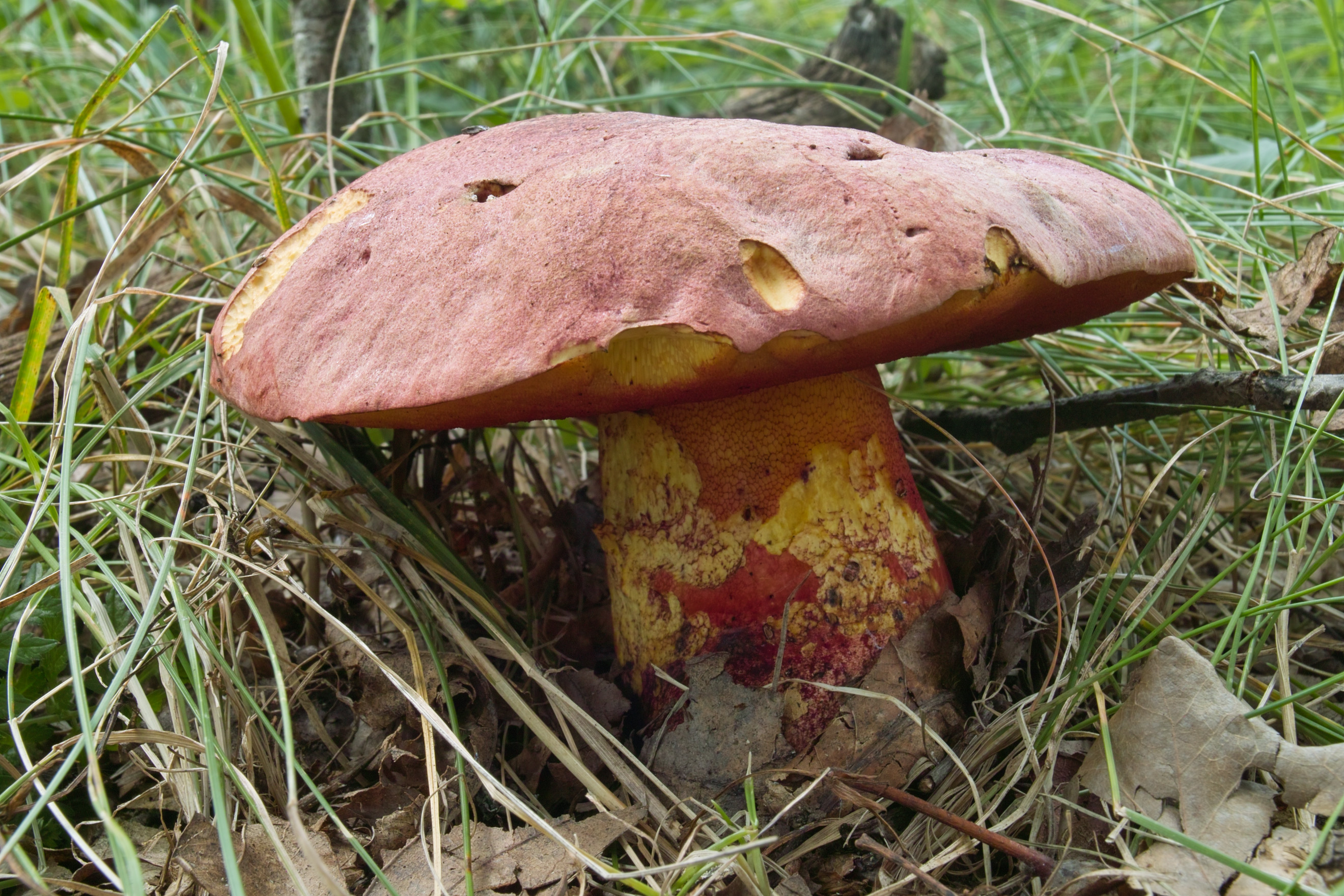
!!Rubroboletus legaliae sin Boletus satanoides!!
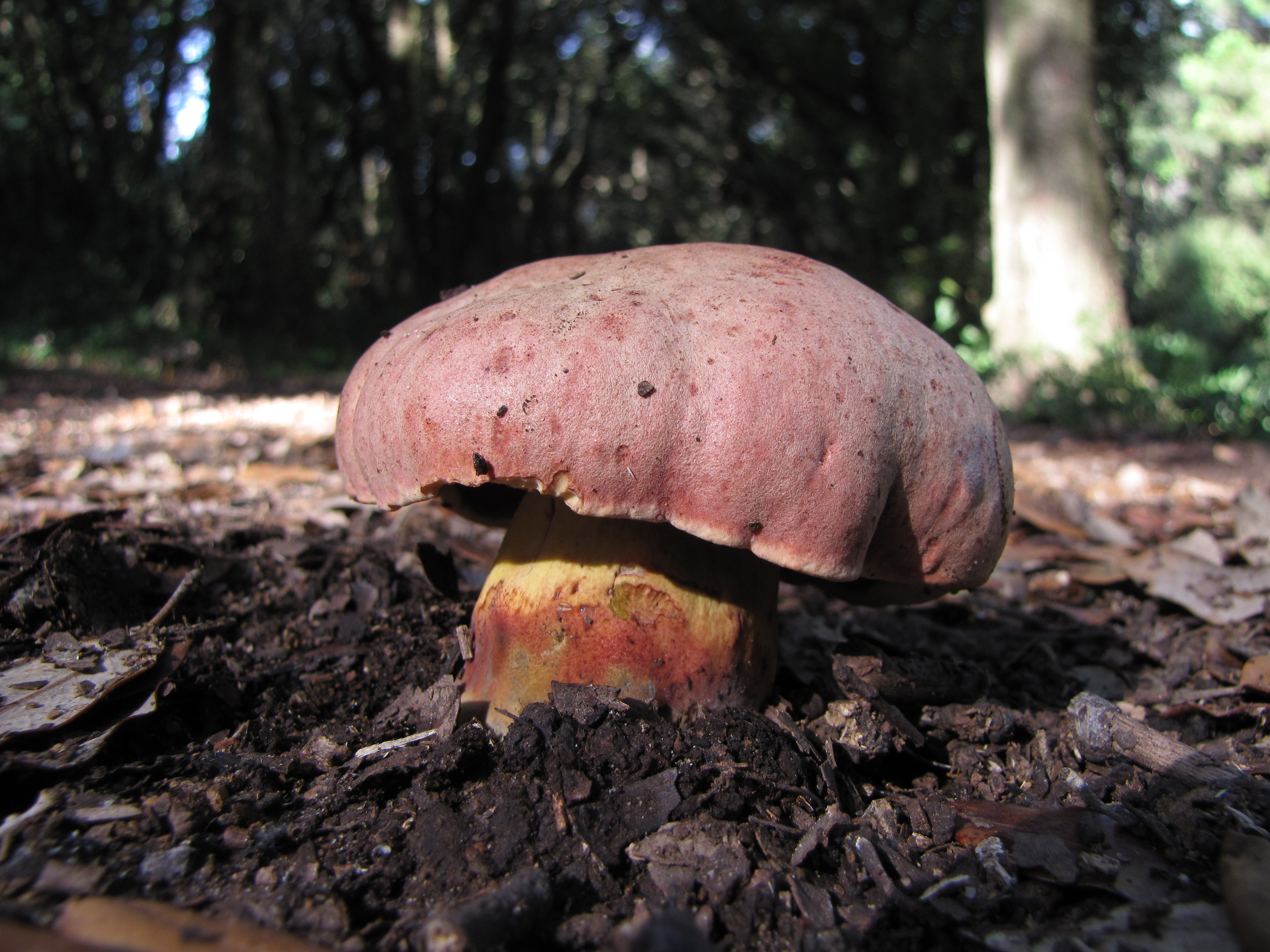
!!Rubroboletus lupinus!!
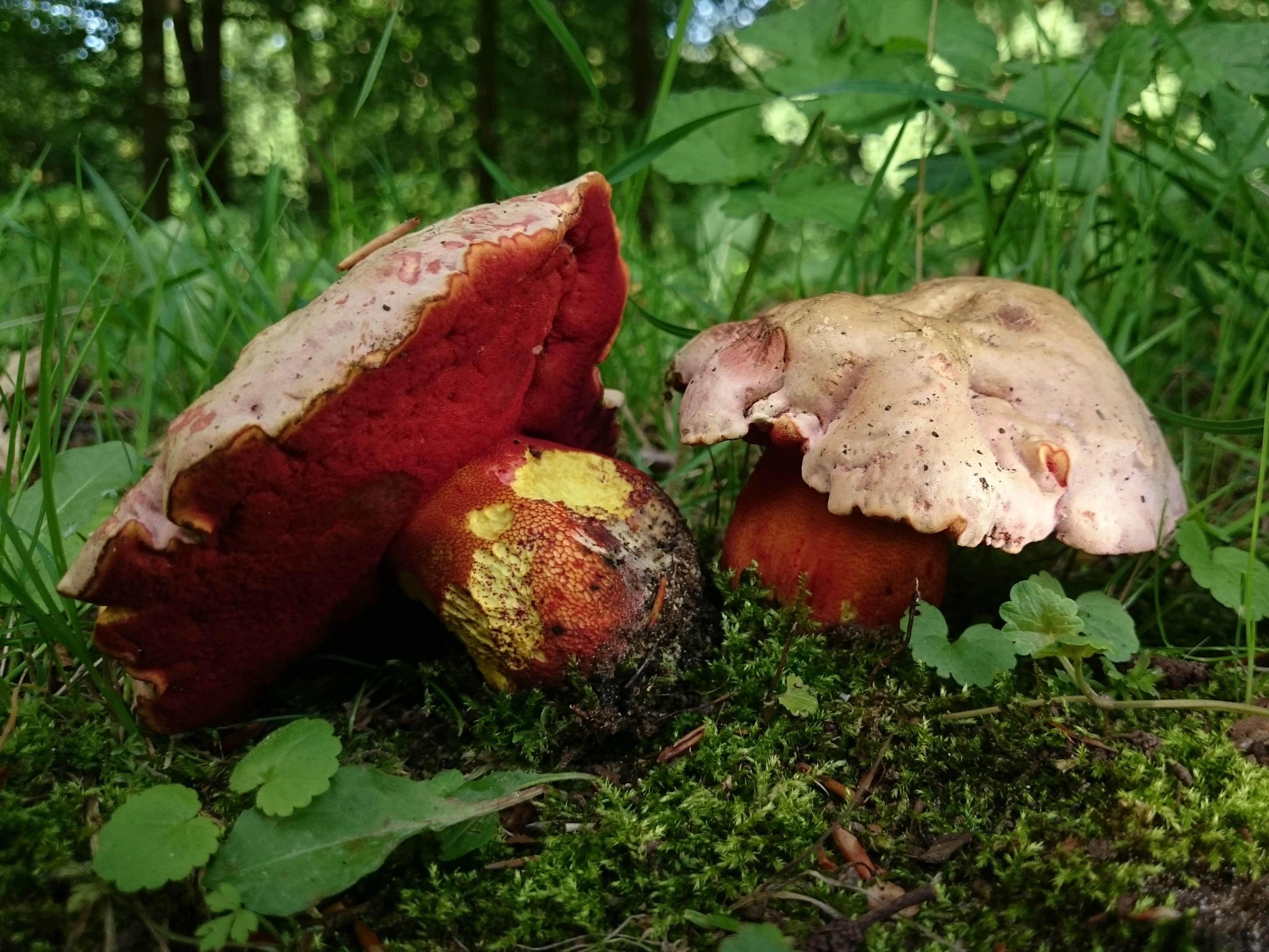
!Rubroboletus rhodoxanthus!

## Valorificare
Deși coprina, o substanță toxică atunci când se consumă și alcool, a fost detectată în ciupercă, nici un caz de intoxicație este documentat. Bruno Cetto o consideră comestibilă odată fiartă, iar în Franța este o specie apreciată pentru bucătărie. Dar s-au constatat și intoxicații gastro-intestinale manifestate prin vărsături și diaree severe. Din păcate, până în prezent nu a fost posibilă izolarea eventualei toxine cauzale în ciuda investigațiilor relevante. Poate consistența fermă cu un conținut destul de mare în chitină este responsabil. Posibil că ciuperca este indigestă, chiar dăunătoare doar pentru persoane sensibile în domeniul tractului digestiv, dar pentru siguranță este listată în acest articol drept specie otrăvitoare.